# André Kientz
André Kientz, né le 24 septembre 1896 à Verdun et mort le 27 juin 1962 à Saint-Mandé,  est un général français, grand-croix de la Légion d'honneur.
Il se distingue au cours de la Seconde Guerre mondiale en 1944-1945 au commandement du combat command n° 2 (CC2) de la 1re division blindée au cours de la libération de la France et de la campagne d'Allemagne.

## Biographie
Volontaire lors de la Première Guerre mondiale, il fait carrière et est nommé sous-lieutenant. Après l'armistice, il fait partie des troupes d'occupation de la Rhénanie dans l'entre-deux-guerres. 
Lors de la Seconde Guerre mondiale, chef d'escadron au 11e régiment de dragons portés il est blessé en 1940 puis est fait prisonnier. Il s'évade pour rejoindre le Maroc puis, après la reformation de l'armée française en Afrique du Nord, il participe au débarquement de Provence en août 1944 au commandement du combat command n° 2 (CC2) de la 1re division blindée.
Après-guerre, il commande l'armée blindée d'Algérie et de Tunisie.
Général de division, il est le gouverneur des Invalides du 25 février 1961 à sa mort le 27 juin 1962, c'est-à-dire l'année suivante.
Il est enterré dans la crypte de l'hôtel des Invalides, dans le caveau des gouverneurs.

## Distinctions
- Grand-croix de la Légion d'honneur par décret du 28 octobre 1957[4].
- Médaille de la Résistance française par décret du 14 juin 1946[5].